# Sede titolare di Nesqually
Nesqually (in latino Dioecesis Nesqualiensis) è una sede titolare della Chiesa cattolica.

## Storia
La diocesi di Nesqually (dal nome di una tribù di nativi americani) fu eretta il 31 maggio 1850, ricavandone il territorio dalla diocesi di Walla Walla. Sede della diocesi era la città di Vancouver, ove si trovava la cattedrale di San Giacomo, consacrata nel 1885.
L'11 settembre 1907, in seguito al trasferimento della sede vescovile da Vancouver a Seattle, la diocesi assunse il nome di diocesi di Seattle, divenuta arcidiocesi nel 1951.
Dal 1995 Nesqually è annoverata tra le sedi vescovili titolari della Chiesa cattolica; dal 7 settembre 2004 il vescovo titolare è Alexander Salazar, già vescovo ausiliare di Los Angeles.

## Cronotassi dei vescovi titolari
- Gordon Dunlap Bennett (23 dicembre 1997 - 6 luglio 2004 nominato vescovo di Mandeville)
- Alexander Salazar, dal 7 settembre 2004